# Robert Małecki (pisarz)
Robert Małecki (ur. 1977 w Łodzi) – polski pisarz, autor powieści kryminalnych oraz thrillerów, politolog, filozof, dziennikarz i nauczyciel kreatywnego pisania.

## Życiorys
Jest absolwentem Akademii Bydgoskiej oraz Uniwersytetu Mikołaja Kopernika w Toruniu. Ukończył również studia podyplomowe z psychologii zarządzania. Przez wiele lat pracował jako dziennikarz i redaktor „Gazety Pomorza” oraz „Kujaw Nowości”, gdzie był kierownikiem redakcji w Grudziądzu. Zajmował stanowiska dyrektora Wydziału Komunikacji Społecznej i Informacji Urzędu Miasta Torunia oraz specjalisty działu administracji Toruńskich Wodociągów Sp. z o.o.
Twórczość literacką rozpoczął od napisania w 2009 pierwszej powieści w skromnym nakładzie. Następnie trzy razy uczestniczył w warsztatach literackich w ramach Międzynarodowego Festiwalu Kryminału we Wrocławiu oraz w warsztatach prowadzonych przez pisarkę Katarzynę Bondę. W 2016 wydał pierwszą powieść Najgorsze dopiero nadejdzie w profesjonalnym wydawnictwie. Obecnie jest pełnoetatowym pisarzem. Jest autorem kilkunastu powieści, w tym trzech cykli kryminalnych: o dziennikarzu Marku Benerze, o komisarzu Bernardzie Grossie, o śledczych z Archiwum X – Marii Herman i Olgierdzie Borewiczu. Od lat jest związany z Toruniem.
Jako ulubionych autorów podaje Harlana Cobena, Arnaldura Indriðasona, Petera Maya i Bernarda Miniera.

## Nagrody
II miejsce w ogólnopolskim konkursie na opowiadanie kryminalne podczas festiwalu Kryminalna Piła 2013.
Laureat najważniejszych polskich nagród dla literatury kryminalnej: dwukrotnie Nagrody Wielkiego Kalibru (w 2019 nagroda główna za powieść Skaza, w 2020 nagroda czytelników za powieść Wada) oraz nagrody Kryminalnej Piły (w 2019 za powieść Skaza).
Jego książki zdobyły tytuł Książki Roku portalu Lubimyczytać.pl w kategorii Kryminał, sensacja, thriller:
- Wada za 2019[6].
- Zadra za 2020[7]
- Zmora za 2021[8]
- Wiatrołomy za 2022[9]
- Urwisko za 2023[10].

## Wydane książki[11]
Cykl Marek Bener
- 2016: Najgorsze dopiero nadejdzie, tom 1
- 2017: Porzuć swój strach, tom 2
- 2018: Koszmary zasną ostatnie, tom 3

Cykl Bernard Gross
- 2018: Skaza, tom 1
- 2019: Wada, tom 2
- 2020: Zadra, tom 3
- 2023: Zrost, tom 4
- 2024: Skrzep, tom 5

Cykl o śledczych z Archiwum X
- 2022: Wiatrołomy, tom 1
- 2023: Urwisko, tom 2
- 2024: Zapadlina, tom 3

Pojedyncze powieści
- 2020: Żałobnica; thriller[3]
- 2021: Zmora; thriller[3]
- 2021: Najsłabsze ogniwo; thriller
- 2022: Wstyd; thriller
- 2025: Rumor; kryminał, sensacja, thriller

Opowiadania w zbiorach
- 2013: Kryminalna Piła. Błąd w sztuce
- 2015: Czas zbrodni. Zmyślone kroniki kryminalnego Wrocławia, Polska Kolekcja Kryminalna tom XIV
- 2016: Rewers
- 2017: Nikomu się nie śniło
- 2018: Zabójczy pocisk
- 2019: Balladyna
- 2020: Stulecie kryminału
- 2020: Awers
- 2020: Opowiem ci o zbrodni tom 3
- 2021: Opowiem Ci o zbrodni. Historie prawdziwe 4
- 2022: Opowiem ci o zbrodni. Historie prawdziwe 5